# Åmot
Åmot là một đô thị hạt Hedmark, Na Uy. Nó là một phần của khu vực truyền thống của Østerdalen. Trung tâm hành chính của đô thị này là làng của Rena. Giáo xứ của Aamot được thành lập như là một đô thị ngày 1 tháng Giêng 1838 (xem formannskapsdistrikt).
Đô thị (ban đầu là một giáo khu) được đặt tên theo nông trang Åmot cũ (tiếng Norse cổ: Ámót), do nhà thờ đầu tiên được xây dựng ở đây. Yếu tố đầu tiên là á có nghĩa là "sông" và các yếu tố cuối cùng là a có nghĩa là "tụ họp". (Sông Glomma và Rena chạy cùng nhau ở đây.) Trước 1921, tên được viết "Aamot".